# 加瀨康之
加瀨康之（日语：／ Kase Yasuyuki，1971年3月14日—）為日本男性声優。大澤事務所所属。東京都大田区出身。

## 人物
- 專門学校東京廣播学院的放送声優科畢業，1993年加入江崎製作付属養成所（Mausu Promotion前身），從1995年2007年10月隸屬Mausu Promotion，2007年同年加入大澤事務所。
- 動畫和吹替配音均有參與，不過吹替工作則非常活躍。參與動畫和吹替的角色有非常大的反差，動畫較多擔任大叔或其貌不揚的配角較多，而吹替生涯基本是出演帥哥、成熟而有魅力的男性主角機會較多。
- 吹替作品中，保羅·彼特尼也是他近年經常配演的演員。

## 配音作品
※粗體字為主要角色。

### 電視動畫
1995年
- 闘魔鬼神伝ONI（綾人）
- VR 快打（黒道着B、スタッフ2）

1996年
- 天才寶貝（バイトA、フロントボーイ）
- 聖天空戰記（部員C）
- 水色時代（柴崎之父、笹塚先生、男學生、同級生）

1997年
- CLAMP學園偵探團（警備員A、男性）
- 烙印勇士（團員A、兵士B、隊員B 他）

1998年
- 白色十字架（將人、山上慎二、從業員A）
- 鄰家女孩TV Special 在那之後的你（キャッチャー）

1999年
- 男女蹺蹺板（男A）
- 麗佳公主（マルク）
- 星界的紋章（キュア巡査部長）
- 星方天使（セーカ）
- 六翼天使之聲（カメラマン）
- 女惡魔人（A・D2、ヘリ操縱士）
- 麻煩巧克力（トリュフ）
- 名侦探柯南（車掌）
- 魯邦三世愛のダ・カーポ〜FUJIKO'S Unlucky Days〜（スタッフ2）

2000年
- 向陽之樹（軍醫B）
- 狂野歷險 Twilight Venom（係員）

2001年
- Cybersix(船員)
- 超能奇兵（隊員、不良）
- 星界的戰旗Ⅱ（乘客）
- 鄰家女孩TV Special 迷惘的十字路口(風之速)（裁判）

2002年
- 超激力戰鬥車（金龍乘）
- 龍騎士（レンジュ、隊長）
- 浮游泉大冒險（ケラ）

2003年
- GUNGRAVE（ジョリス）
- 閃靈二人組（マフィア）
- 獸兵衛忍風帖 - 龍寶玉篇（又右衛門）
- 星空防衛隊（宮澤滿天）
- 火影忍者（勘九郎）
- 驚爆危機？校園篇（不良A）

2004年
- 神無月的巫女（欺蛇）
- 北方戀曲（唐黍十朗太）
- 庫拉烏~幻之記憶（男）
- 忘卻的旋律（わかだん）
- 鼻毛真拳（メガファン）
- 真珠美人魚（柏木）
- 星球流浪記（ファーロ）
- MEZZO密探任務(玲音)
- MONSTER（アイマー 他）

2005年
- 植木的法則（保羅·T）
- 王牌鑒定人（ニンベン師 木戶）
- 今天是魔王!第2季（クリステル）
- 魔法少年賈修（マエストロ）
- 絕對少年（鏑木拓馬）
- 變形金剛：銀河之力（技術員法斯特愛德/高度技術士ファストガンナー）

2006年
- 飛輪少年（五所瓦風明）
- 高機動交響曲GPO（田島順一）
- 牙 -KIBA-（ケンプ）
- Code Geass 反叛的魯路修（庫埃爾、南佳高、兵、男子）
- 落語天女（土方歳三）
- 洛克人EXE BEAST+（入道露晴）

2007年
- 劍豪生死鬥（本多正純）
- 蒼天之拳（宋全徳）
- DARKER THAN BLACK -黑之契約者-（ルイ）
- 驅魔少年（レニー）
- 東京魔人學園剣風帖 龖 第貳幕（壬生紅葉）
- 火影忍者疾風傳（勘九郎）
- BLEACH（アシド/狩能雅忘人）
- 魔人偵探腦嚙涅羅（真栗泰次）
- 名偵探柯南（隊員、スタッフ、佐佐木）
- 火箭女孩（ノーマン・ランドルフ）

2008年
- 一騎當千 Great Guardians（華陀元化）
- 閃電十一人（染岡龍吾、萬丈一道）
- 機動戰士鋼彈00（艾米利歐·雷比西）
- 今天是魔王!第3季（クリステル）
- Code Geass 反叛的魯路修 R2（克勞迪奧·S·達爾頓、南佳高、場内アナウンス）
- 地獄少女 三鼎（山岡誠次）
- 強襲魔女（青年）
- 超能少女（菅野章平）
- 夜櫻四重奏（觀月獅堂）
- 十字架與吸血鬼（小壺奥人）
- 十字架與吸血鬼 CAPU2（小壺奥人）
- 毀滅世界的六人（ジェード）
- 鬼影投手（ジャック、山川）

2009年
- 閃電十一人（ゲイル）
- 黑神(貝爾赫德)
- 蒼天航路（袁譚）
- SOUL EATER 噬魂師（伊波恩）
- 寵物反斗星(太空吉)
- 鋼之鍊金術師 BROTHERHOOD（亨利・道格拉斯）
- 鬼影投手（木之内、沢村）

2010年
- 鋼鐵人（エージェントC、コンピューター、職員、キャンサー）
- 一騎當千 XTREME XECUTOR（華佗）
- 閃電十一人（ダンテ・ディアブロ、マック・スクライド）
- 侵略！花枝娘（旁白）
- 寵物反斗星（盗賊、黑帽子、ムッシュキキパパ、しかいっち、タネタメハ大王、辭典龜先生）
- FAIRY TAIL魔導少年（西蒙）
- 少年犯罪檔案（横山）

2011年
- 閃電十一人GO（黒木善三、染岡龍吾）
- 寵物反斗星（しんしっち）

2012年
- 殭屍哪有那麼萌？（散華團一郎〈年輕時〉）
- 寵物反斗星（かぜかぜ村の村長）
- 決鬥大師（段田斷、カビパン男）
- FAIRY TAIL魔導少年（ダン）
- 頭文字D Fifth Stage (久保英次)

2013年
- 夜櫻四重奏 -花之歌-（觀月獅堂）

2014年
- 天雷爭霸：復仇者聯盟（雷神索爾）

2015年
- 無頭騎士異聞錄 DuRaRaRa!!×2 承（栗楠幹彌）
- 無頭騎士異聞錄 DuRaRaRa!!×2 轉（栗楠幹彌）
- 全部成為F THE PERFECT INSIDER（犀川創平）

2016年
- 名侦探柯南（高橋均#804）
- 昭和元祿落語心中（黑道大哥）
- 91Days（塞爾本提）
- JoJo的奇妙冒險 不滅鑽石（支倉未起隆）

2017年
- 鎖鏈戰記 ～赫克瑟塔斯之光～（席爾瓦）
- 進擊的巨人 Season 2（吉爾迦）
- 地獄少女 宵伽（山岡誠次）
- 血界戰線 & BEYOND（蓋姆涅莫）

2018年
- 名侦探柯南（加贺爪宏）
- Free!-Dive to the Future-（加藤數馬）

2020年
- pet（林）
- 名侦探柯南（武藤一诚）

2021年
- 約定的夢幻島（威廉·密涅瓦）
- 七大罪 憤怒的審判（魔神王梅里奧達斯）
- 神奇柑仔店 錢天堂（長谷川大輝）
- RE-MAIN（清水秀樹）
- 平穩世代的韋駄天們（吉薩堤）

2022年
- SPY×FAMILY間諜家家酒（國家保安局中尉）
- 小邪神飛踢X（魚住）
- OVERLORD IV（阿茲思·艾因卓）
- 黃金神威（關谷輪一郎[1]）
- 人類毛病大學（トーマス・プラトー）
- 轉生就是劍（克魯斯）
- 給不滅的你 Season2（凱·雷納德·洛爾[2]）

2023年
- REVENGER（鷹目的一八）
- 【我推的孩子】（五反田泰志）
- 政宗君的復仇R（法蘭克·貝森[3]）
- 葬送的芙莉蓮（修塔爾克的父親）
- 烈焰先鋒 救國的橘衣消防員（去年春樹）
- 16bit的感動 ANOTHER LAYER（格倫·弗格納）

2024年
- 烏鴉不擇主（今上陛下）
- 夜櫻家大作戰（佛山聖司[4]）
- 【我推的孩子】 第2期（五反田泰志）

2025年
- MIRU 我的未來（馬利歐的父親[5]）
- 外星人姆姆（デシマル[6]）
- 最近的偵探真沒用（美馬坂總也[7]）
- 明天，美食廣場見。[8]
- 魔神創造傳（奇里）

### OVA
- KIZUNA -絆- 恋のから騒ぎ（田村）
- 我是大哥大（男B）
- 銀河英雄傳說
- 最遊記RELOAD -burial-（鷭里）
- 櫻花大戰 櫻華絢爛（隊員）
- 聖鬥士星矢 THE LOST CANVAS 冥王神話（地飛星 風精靈 愛德華）
- 同窓会 Yesterday Once More（遠藤進）

### 網路動畫
2016年
- 寶可夢世代（搜查官）

2019年
- 拳願阿修羅（若槻武士）

2022年
- 電馭叛客：邊緣行者（法爾科）

2024年
- GREAT PRETENDER razbliuto（王[9]）
- T·P時光特警（ゲイラ[10]）

### 劇場版
- 翡翠森林狼與羊（ガリ）
- 蘋果核戰（義經）
- 閃電十一人 最強軍團王牙來襲（染岡龍吾）
- 鬼神傳（碓井貞光）
- 地海戰記（風の司）
- 宵星傳奇（ユルギス）
- 火影忍者疾風傳劇場版(堪九郎)
  - 火意志的繼承者
  - 大激突！夢幻的地底遺跡
- 名偵探柯南：瞳孔中的暗殺者（友人）

2024年
- Code Geass 奪還的Roze（瓦爾塔·林特修泰特[11]）

### 遊戲
- 火影忍者系列（堪久郎）
- 雙戀（天道）
- 美少女夢工場5（織田光星）
- 頭文字D ARCADE STAGE 6 AA（久保英次）
- 頭文字D ARCADE STAGE 7 AA X（久保英次）
- Unlight（利恩）
- 仁王（雜賀孫一）
- JOJO的奇妙冒險系列（法尼·瓦倫泰）

2018年
- Fate/Grand Order（坂本龍馬）

2021年
- 破曉傳奇 Tales of Arise（杜歐哈林）

2023年
- 裝甲核心VI 境界天火（晚鐘4 拉斯提）

### 吹替
電視/電影
| 年份 | 作品                   | 配演角色                       | 演員                       | 媒介                                     |
| ---- | ---------------------- | ------------------------------ | -------------------------- | ---------------------------------------- |
| 2006 | 達文西密碼             | Silas                          | 保羅·彼特尼                | 公映/影碟版本                            |
| 2008 | 鐵甲奇俠               | J.A.R.V.I.S.                   | 保羅·彼特尼                | 公映/影碟版本                            |
| 2010 | 機密邂逅               | John Acheson                   | 保羅·彼特尼                | 影碟版本                                 |
| 2010 | 鐵甲奇俠2              | J.A.R.V.I.S.                   | 保羅·彼特尼                | 公映/影碟版本                            |
| 2011 | 天神魔煞               | 教士                           | 保羅·彼特尼                | 影碟版本                                 |
| 2013 | 鐵甲奇俠3              | J.A.R.V.I.S.                   | 保羅·彼特尼                | 公映/影碟版本                            |
| 2015 | 復仇者聯盟2：奧創紀元  | J.A.R.V.I.S. 幻視              | 保羅·彼特尼                | 公映/影碟版本                            |
| 2016 | 美國隊長3：英雄內戰    | 幻視                           | 保羅·彼特尼                | 公映/影碟版本                            |
| 2018 | 復仇者聯盟3：無限之戰  | 幻視                           | 保羅·彼特尼                | 公映/影碟版本                            |
| 2008 | 不赦島                 | 艾德華「泰迪」丹尼爾           | 里安納度·狄卡比奧          | 影碟版本                                 |
| 2012 | 黑殺令                 | Calvin Candie                  | 里安納度·狄卡比奧          | 影碟版本                                 |
| 2013 | 華爾街狼人             | 喬丹·貝爾福特                  | 里安納度·狄卡比奧          | 影碟版本                                 |
| 2015 | 復仇勇者               | 休·格拉斯                      | 里安納度·狄卡比奧          | 影碟版本                                 |
| 2019 | 從前，有個荷里活       | 瑞克·達爾頓                    | 里安納度·狄卡比奧          | 影碟版本                                 |
| 2007 | 褓姆日記               | 海頓                           | 基斯·伊雲斯                | 影碟版本                                 |
| 2008 | 移動城市               | Nick Gant                      | 基斯·伊雲斯                | 影碟版本                                 |
| 2011 | 翻兜有情郎             | Colin Shea                     | 基斯·伊雲斯                | 影碟版本                                 |
| 2003 | 無間道II               | 陳永仁                         | 余文樂                     | 影碟版本                                 |
| 2009 | 伴雨行                 | 孟子                           | 余文樂                     | 影碟版本                                 |
| 2008 | 強制征返               | Brandon Leonard King           | 瑞恩·菲利普                | DVD版本                                  |
| 2016 | 辣手槍(電視劇)         | 史·博理                        | 瑞恩·菲利普                | Netflix頻道                              |
| 2007 | Criminal Minds         | William LaMontagne Jr.         | 喬許·史都華                | WOWOW頻道/DVD版本                        |
| 2012 | 蝙蝠俠：夜神起義       | Barsad                         | 喬許·史都華                | 公映/影碟版本                            |
| 2015 | 超感獵殺(S1)           | Lito Rodriguez                 | 米格爾·安赫爾·西爾維斯特雷 | Netflix頻道                              |
| 2016 | 超感獵殺:聖誕特別篇    | Lito Rodriguez                 | 米格爾·安赫爾·西爾維斯特雷 | Netflix頻道                              |
| 2017 | 超感獵殺(S2)           | Lito Rodriguez                 | 米格爾·安赫爾·西爾維斯特雷 | Netflix頻道                              |
| 2009 | 變種侵略               | Corporal Bower                 | 賓·科士打                  | 影碟版本                                 |
| 2013 | 絕地孤軍               | 馬修·阿克塞爾森                | 賓·科士打                  | 影碟版本                                 |
| 2008 | 夏菲米克的時代         | 史葛·史密夫                    | 占士·法蘭高                | 影碟版本                                 |
| 2010 | 再單身遊記             | David                          | 占士·法蘭高                | 影碟版本                                 |
| 1994 | 三國演義               | 趙雲                           | 張山 楊凡 侯永生           | SUN電視台/DVD版本 (2009年重新配音精簡版) |
| 1996 | 殺出個黎明             | Everybody Be Cool              | 佐治·古尼                  | Neflix頻道 （重新錄製版本）              |
| 2002 | 八里公路               | Jimmy「B.Rabbit」Smith Jr.     | Eminem                     | 影碟版本                                 |
| 2003 | 新兩小無猜             | Julien Janvier                 | 吉繞姆·科奈特              | 影碟版本                                 |
| 2003 | 戲夢巴黎               | Théo                           | 路易·卡黑                  | 影碟版本                                 |
| 2004 | 木馬屠城               | 帕特羅克洛斯                   | 加烈·希隆                  | 公映/影碟版本                            |
| 2007 | 300壯士：斯巴達的逆襲  | 阿斯提諾                       | 湯姆·威斯登                | 影碟版本                                 |
| 2007 | 二百萬奪命奇案         | Wendell                        | 加瑞特·迪拉胡特            | 影碟版本                                 |
| 2008 | 三國之見龍卸甲         | 鄧芝                           | 安志傑                     | 影碟版本                                 |
| 2008 | 拆彈雄心               | William James                  | 謝洛美·維納                | 影碟版本                                 |
| 2009 | 不敗雄心               | 法蘭索瓦·皮納爾                | 麥·迪文                    | 影碟版本                                 |
| 2009 | X戰警：金鋼狼          | 死侍/韋德                      | 頼恩·雷諾士                | 影碟版本                                 |
| 2010 | 世紀戰魂               | 昆圖斯·迪亞斯                  | 米高·法斯賓達              | 影碟版本                                 |
| 2010 | 垃圾男孩               | José Angelico                  | 瓦格納·穆拉                | 影碟版本                                 |
| 2010 | 聖殿春秋               | Jack                           | 艾迪·烈柏尼                | NHK頻道                                  |
| 2011 | 辛亥革命               | 張振武                         | 房祖名                     | 公映/影碟版本                            |
| 2011 | 高地戰                 | 金秀赫                         | 高洙                       | 影碟版本                                 |
| 2011 | 緣滿除夕夜             | Randy                          | 艾希頓·古查                | 影碟版本                                 |
| 2011 | 雨果的巴黎奇幻歷險     | 雨果的父親                     | 祖迪·羅                    | 影碟版本                                 |
| 2013 | 大亨小傳               | 尼克·卡拉威                    | 杜比·麥奎爾                | 影碟版本                                 |
| 2013 | 星際啟示錄             | 成年後的湯姆                   | 加西·艾佛力                | 公映/影碟版本                            |
| 2013 | 反黑暴隊               | 傑瑞·伍特斯                    | 賴恩·高斯寧                | 影碟版本                                 |
| 2014 | 接聽風雲               | Ivan Locke                     | 湯·赫迪                    | 影碟版本                                 |
| 2014 | 極速激戰               | Tobey Marshall                 | 亞倫·保爾                  | 影碟版本                                 |
| 2014 | 非凡生命歷             | Francis「Mac」McNamara         | 芬恩·維特羅克              | 影碟版本                                 |
| 2014 | 權力遊戲(S4-S6)        | 達里奧·納哈里斯                | 米高·哈休斯曼              | 收費頻道/影碟版本                        |
| 2014 | NCIS: New Orleans      | Christopher Lasalle            | 盧卡斯·布萊克              | Super!DramaTV/DVD版本                    |
| 2015 | 死侍：不死現身         | 死侍/韋德                      | 頼恩·雷諾士                | 公映/影碟版本                            |
| 2015 | 葛咸城                 | 雨果博士                       | 黃榮亮                     | Axn頻道/影碟版本                         |
| 2015 | Jessica Jones          | Kilgrave                       | 大衛·田納特                | Netflix頻道/DVD版本                      |
| 2016 | 冷戰諜夢               | 菲利浦·詹寧斯                  | 馬修·瑞斯                  | Netflix頻道                              |
| 2016 | 美人魚                 | 八哥                           | 羅志祥                     | 影碟版本                                 |
| 2016 | 新戰爭與和平           | 彼埃爾·別祖霍夫                | 保羅·戴路                  | NHK頻道                                  |
| 2016 | 驅魔浪人               | Kyle Barnes                    | 派翠克·福吉特              | Fox Japan頻道                            |
| 2016 | 俠盜一號：星球大戰外傳 | Cassian Andor                  | 狄亞哥·盧納                | 公映/影碟版本                            |
| 2016 | 迷離字戀               | Edward Sheffield/Tony Hastings | 積·佳蘭賀                  | 影碟版本                                 |
| 2017 | 銀翼殺手2049           | LAPD Officer K                 | 賴恩·高斯寧                | 公映/影碟版本                            |
| 2017 | 廣告牌殺人事件         | 傑森·狄克森                    | 森·洛維爾                  | 影碟版本                                 |
| 2019 | 無母之城               | 萊諾·艾斯洛                    | 愛德華·諾頓                | 影碟版本                                 |
| 2020 | 西部世界（S3）         | 凱勒·尼可斯                    | 亞倫·保羅                  | 付費頻道/影碟版本                        |
| 2020 | 汪達幻視               | 幻視                           | 保羅·貝特尼                | Disney+                                  |

## 外部連結
- 大澤事務所簡歷（页面存档备份，存于） （日語）
- 加瀨康之推特（页面存档备份，存于） （日語）